# Rudolf Hrušínský nejstarší
Rudolf Hrušínský nejstarší, vlastním jménem Rudolf Böhm, (14. dubna 1897 Liboc – 15. března 1956 Praha) byl český herec a divadelní režisér.

## Životopis

### Rodina
Narodil se v Dolní Liboci v rodině ševce Jana Böhma (* 16. června 1857) a Františky, rozené Doležalové (* 13. února 1869), která byla porodní bábou.

### Původ jména
V roce 1913 mu nabídl ředitel malé divadelní společnosti V. Slavinský angažmá.
U divadla uvažoval o změně jména na jméno umělecké, chtěl se stát Otomarem Otovalským. Po odhalené krádeži hrušek na štaci Slavinského společnosti v Lužicích u Hodonína jej začali nazývat Rudolf Hrušovský, ze jména se později stalo Hrušínský, které pak od roku 1935 trvale používal.

### Divadlo
Od společnosti Slavinského odešel k divadelní společnosti Josefa Muška, ale v letech 1916–1917 se účastnil první světové války na Balkáně, kde byl raněn.
Od února 1919 se stal členem divadelní společnosti Václava Červíčka-Budínského. Zde se seznámil se svojí budoucí manželkou Hermínou, která byla dcerou principála a ve společnosti také hrála. Rudolf zde nejen hrál, ale také začal režírovat.
V roce 1923 se seznámil s Karlem Želenským, členem Národního divadla, který jej doporučil do nové společnosti Svornost, ředitele Lachmanna, zahajující svou činnost v roce 1924 v pražské Bubenči. Společnost byla však z finančních důvodů na podzim 1924 zrušena. Po krátkém návratu do Budínského společnosti nastoupil v květnu 1926 v pražském Tylově divadle v Nuslích (které měla tehdy pronajato Sedláčkova společnost) a přivedl do souboru i svoji manželku. Pro divadlo také sestavil revue Že tě nedohoním?
Následovalo opět působení u Budínského a od října 1929 v divadle Akropolis na rozhraní pražského Žižkova Vinohrad, vedeném Karlem Třešňákem. Zde setrval Hrušínský až do listopadu 1933.
Následně působil několik měsíců ve Švandově divadle, v období říjen 1934 – červen 1935 v divadle Uranie, vedeném v tu dobu Josefem Bělským. Zde Hrušínský také režíruje, zvláště pohádky pro děti. O Vánocích 1934 uvedl pro děti svoji hru Hrbáčkův Štědrý den.
Od září 1935 se vrátil na jednu sezónu do divadla Akropolis a od roku 1937 byl členem souboru Osvobozeného divadla až do jeho rozpadu v listopadu 1938. Poté odešel k Járovi Kohoutovi do operety, odkud po měsíci odešel. Od roku 1939 do roku 1944 (do doby uzavření divadel) hrál v Divadle Vlasty Buriana.
Od začátku listopadu 1944 do začátku února 1945 byl zařazen jako dělník na pomoc průmyslu Protektorátu spolu s dalšími herci (např. Jaroslav Marvan, Hana Vítová, František Černý, Svatopluk Beneš, Vlasta Matulová a další).
Od května 1945 do září 1948 byl angažován v Divadle 5. května (Činohra 5. května).
Po zrušení Divadla 5. května odešel spolu s dalšími herci do Divadla státního filmu.

### Rozhlas
Od roku 1935 spolupracoval na pozvání Jaroslava Hurta a Miloslava Jareše s rozhlasem (Radiojournal). Pracoval jako herec, podílel se na vzniku literárních pásem a dokumentárních pořadů. Jen v roce 1937 účinkoval ve sto padesáti relacích. Spolupracoval zde s režiséry Jaroslavem Kvapilem, Miloslavem Jarešem a dalšími.
Po válce napsal pro rozhlas několik her, např. Historka o huse v tramvaji, Kazimourovo zpravodajství, aj., avšak k soustavné činnosti v rozhlase se již nemohl z důvodu postupující nemoci vrátit.

### Film
Ještě pod původním jménem Rudolf Böhm od roku 1932 krátce působil jako vedoucí technické správy a organizace filmových továren Afes (později FOJA) v pražských Radlicích. Od roku 1937 vystupoval v českých filmech v menších rolích a v několika filmech se setkal i se svým synem Rudolfem, jako hercem i režisérem.

### Manželka, syn
Při působení ve společnosti Václava Červíčka-Budínského (od roku 1919) se seznámil se svojí budoucí manželkou Hermínou („Mínou“) (1901–1989), herečkou, kterou si vzal 2. března 1920 v Žirovnici. Dne 17. října 1920 se jim narodil syn Rudolf, budoucí herec.

### Rodokmen Hrušínských
|                         |                         |                         |                         |                         |                         |  |  |  |  | Josef Faltys (1839–1926)    | Josef Faltys (1839–1926)    | Josef Faltys (1839–1926)    | Josef Faltys (1839–1926)    | Josef Faltys (1839–1926)    | Josef Faltys (1839–1926)    |  |  |  |  | Václav Vačkář (1881–1954)    | Václav Vačkář (1881–1954)    | Václav Vačkář (1881–1954)    | Václav Vačkář (1881–1954)    | Václav Vačkář (1881–1954)    | Václav Vačkář (1881–1954)    |  |  |  |  |                                |                                |                                |                                |                                |                                |  |  |  |  |                              |                              |                              |                              |                              |                              |  |  |  |  |                            |                            |                            |                            |                            |                            |  |  |  |  |                             |                             |                             |                             |                             |                             |  |  |  |  |
|                         |                         |                         |                         |                         |                         |  |  |  |  | Josef Faltys (1839–1926)    | Josef Faltys (1839–1926)    | Josef Faltys (1839–1926)    | Josef Faltys (1839–1926)    | Josef Faltys (1839–1926)    | Josef Faltys (1839–1926)    |  |  |  |  | Václav Vačkář (1881–1954)    | Václav Vačkář (1881–1954)    | Václav Vačkář (1881–1954)    | Václav Vačkář (1881–1954)    | Václav Vačkář (1881–1954)    | Václav Vačkář (1881–1954)    |  |  |  |  |                                |                                |                                |                                |                                |                                |  |  |  |  |                              |                              |                              |                              |                              |                              |  |  |  |  |                            |                            |                            |                            |                            |                            |  |  |  |  |                             |                             |                             |                             |                             |                             |  |  |  |  |
|                         |                         |                         |                         |                         |                         |  |  |  |  |                             |                             |                             |                             |                             |                             |  |  |  |  |                              |                              |                              |                              |                              |                              |  |  |  |  | Dalibor C. Vačkář (1906–1984)  | Dalibor C. Vačkář (1906–1984)  | Dalibor C. Vačkář (1906–1984)  | Dalibor C. Vačkář (1906–1984)  | Dalibor C. Vačkář (1906–1984)  | Dalibor C. Vačkář (1906–1984)  |  |  |  |  | Tomáš Vačkář (1945–1963)     | Tomáš Vačkář (1945–1963)     | Tomáš Vačkář (1945–1963)     | Tomáš Vačkář (1945–1963)     | Tomáš Vačkář (1945–1963)     | Tomáš Vačkář (1945–1963)     |  |  |  |  |                            |                            |                            |                            |                            |                            |  |  |  |  |                             |                             |                             |                             |                             |                             |  |  |  |  |
|                         |                         |                         |                         |                         |                         |  |  |  |  |                             |                             |                             |                             |                             |                             |  |  |  |  |                              |                              |                              |                              |                              |                              |  |  |  |  | Dalibor C. Vačkář (1906–1984)  | Dalibor C. Vačkář (1906–1984)  | Dalibor C. Vačkář (1906–1984)  | Dalibor C. Vačkář (1906–1984)  | Dalibor C. Vačkář (1906–1984)  | Dalibor C. Vačkář (1906–1984)  |  |  |  |  | Tomáš Vačkář (1945–1963)     | Tomáš Vačkář (1945–1963)     | Tomáš Vačkář (1945–1963)     | Tomáš Vačkář (1945–1963)     | Tomáš Vačkář (1945–1963)     | Tomáš Vačkář (1945–1963)     |  |  |  |  |                            |                            |                            |                            |                            |                            |  |  |  |  |                             |                             |                             |                             |                             |                             |  |  |  |  |
|                         |                         |                         |                         |                         |                         |  |  |  |  | Antonie Mušková (1838–1908) | Antonie Mušková (1838–1908) | Antonie Mušková (1838–1908) | Antonie Mušková (1838–1908) | Antonie Mušková (1838–1908) | Antonie Mušková (1838–1908) |  |  |  |  | Johana Faltysová (1863–1927  | Johana Faltysová (1863–1927  | Johana Faltysová (1863–1927  | Johana Faltysová (1863–1927  | Johana Faltysová (1863–1927  | Johana Faltysová (1863–1927  |  |  |  |  |                                |                                |                                |                                |                                |                                |  |  |  |  |                              |                              |                              |                              |                              |                              |  |  |  |  |                            |                            |                            |                            |                            |                            |  |  |  |  |                             |                             |                             |                             |                             |                             |  |  |  |  |
|                         |                         |                         |                         |                         |                         |  |  |  |  | Antonie Mušková (1838–1908) | Antonie Mušková (1838–1908) | Antonie Mušková (1838–1908) | Antonie Mušková (1838–1908) | Antonie Mušková (1838–1908) | Antonie Mušková (1838–1908) |  |  |  |  | Johana Faltysová (1863–1927  | Johana Faltysová (1863–1927  | Johana Faltysová (1863–1927  | Johana Faltysová (1863–1927  | Johana Faltysová (1863–1927  | Johana Faltysová (1863–1927  |  |  |  |  |                                |                                |                                |                                |                                |                                |  |  |  |  |                              |                              |                              |                              |                              |                              |  |  |  |  |                            |                            |                            |                            |                            |                            |  |  |  |  |                             |                             |                             |                             |                             |                             |  |  |  |  |
|                         |                         |                         |                         |                         |                         |  |  |  |  |                             |                             |                             |                             |                             |                             |  |  |  |  |                              |                              |                              |                              |                              |                              |  |  |  |  | Rudolf Hrušínský (1897–1956)   | Rudolf Hrušínský (1897–1956)   | Rudolf Hrušínský (1897–1956)   | Rudolf Hrušínský (1897–1956)   | Rudolf Hrušínský (1897–1956)   | Rudolf Hrušínský (1897–1956)   |  |  |  |  |                              |                              |                              |                              |                              |                              |  |  |  |  | Rudolf Hrušínský (* 1946)  | Rudolf Hrušínský (* 1946)  | Rudolf Hrušínský (* 1946)  | Rudolf Hrušínský (* 1946)  | Rudolf Hrušínský (* 1946)  | Rudolf Hrušínský (* 1946)  |  |  |  |  | Rudolf Hrušínský (* 1970)   | Rudolf Hrušínský (* 1970)   | Rudolf Hrušínský (* 1970)   | Rudolf Hrušínský (* 1970)   | Rudolf Hrušínský (* 1970)   | Rudolf Hrušínský (* 1970)   |  |  |  |  |
|                         |                         |                         |                         |                         |                         |  |  |  |  |                             |                             |                             |                             |                             |                             |  |  |  |  |                              |                              |                              |                              |                              |                              |  |  |  |  | Rudolf Hrušínský (1897–1956)   | Rudolf Hrušínský (1897–1956)   | Rudolf Hrušínský (1897–1956)   | Rudolf Hrušínský (1897–1956)   | Rudolf Hrušínský (1897–1956)   | Rudolf Hrušínský (1897–1956)   |  |  |  |  |                              |                              |                              |                              |                              |                              |  |  |  |  | Rudolf Hrušínský (* 1946)  | Rudolf Hrušínský (* 1946)  | Rudolf Hrušínský (* 1946)  | Rudolf Hrušínský (* 1946)  | Rudolf Hrušínský (* 1946)  | Rudolf Hrušínský (* 1946)  |  |  |  |  | Rudolf Hrušínský (* 1970)   | Rudolf Hrušínský (* 1970)   | Rudolf Hrušínský (* 1970)   | Rudolf Hrušínský (* 1970)   | Rudolf Hrušínský (* 1970)   | Rudolf Hrušínský (* 1970)   |  |  |  |  |
|                         |                         |                         |                         |                         |                         |  |  |  |  | Ondřej Červíček (1844–1928) | Ondřej Červíček (1844–1928) | Ondřej Červíček (1844–1928) | Ondřej Červíček (1844–1928) | Ondřej Červíček (1844–1928) | Ondřej Červíček (1844–1928) |  |  |  |  | Václav Červíček (1875–1936)  | Václav Červíček (1875–1936)  | Václav Červíček (1875–1936)  | Václav Červíček (1875–1936)  | Václav Červíček (1875–1936)  | Václav Červíček (1875–1936)  |  |  |  |  |                                |                                |                                |                                |                                |                                |  |  |  |  | Rudolf Hrušínský (1920–1994) | Rudolf Hrušínský (1920–1994) | Rudolf Hrušínský (1920–1994) | Rudolf Hrušínský (1920–1994) | Rudolf Hrušínský (1920–1994) | Rudolf Hrušínský (1920–1994) |  |  |  |  |                            |                            |                            |                            |                            |                            |  |  |  |  |                             |                             |                             |                             |                             |                             |  |  |  |  |
|                         |                         |                         |                         |                         |                         |  |  |  |  | Ondřej Červíček (1844–1928) | Ondřej Červíček (1844–1928) | Ondřej Červíček (1844–1928) | Ondřej Červíček (1844–1928) | Ondřej Červíček (1844–1928) | Ondřej Červíček (1844–1928) |  |  |  |  | Václav Červíček (1875–1936)  | Václav Červíček (1875–1936)  | Václav Červíček (1875–1936)  | Václav Červíček (1875–1936)  | Václav Červíček (1875–1936)  | Václav Červíček (1875–1936)  |  |  |  |  |                                |                                |                                |                                |                                |                                |  |  |  |  | Rudolf Hrušínský (1920–1994) | Rudolf Hrušínský (1920–1994) | Rudolf Hrušínský (1920–1994) | Rudolf Hrušínský (1920–1994) | Rudolf Hrušínský (1920–1994) | Rudolf Hrušínský (1920–1994) |  |  |  |  |                            |                            |                            |                            |                            |                            |  |  |  |  |                             |                             |                             |                             |                             |                             |  |  |  |  |
|                         |                         |                         |                         |                         |                         |  |  |  |  |                             |                             |                             |                             |                             |                             |  |  |  |  |                              |                              |                              |                              |                              |                              |  |  |  |  | Hermína Červíčková (1901–1989) | Hermína Červíčková (1901–1989) | Hermína Červíčková (1901–1989) | Hermína Červíčková (1901–1989) | Hermína Červíčková (1901–1989) | Hermína Červíčková (1901–1989) |  |  |  |  |                              |                              |                              |                              |                              |                              |  |  |  |  | Jan Hrušínský (* 1955)     | Jan Hrušínský (* 1955)     | Jan Hrušínský (* 1955)     | Jan Hrušínský (* 1955)     | Jan Hrušínský (* 1955)     | Jan Hrušínský (* 1955)     |  |  |  |  | Kristýna Hrušínská (* 1985) | Kristýna Hrušínská (* 1985) | Kristýna Hrušínská (* 1985) | Kristýna Hrušínská (* 1985) | Kristýna Hrušínská (* 1985) | Kristýna Hrušínská (* 1985) |  |  |  |  |
|                         |                         |                         |                         |                         |                         |  |  |  |  |                             |                             |                             |                             |                             |                             |  |  |  |  |                              |                              |                              |                              |                              |                              |  |  |  |  | Hermína Červíčková (1901–1989) | Hermína Červíčková (1901–1989) | Hermína Červíčková (1901–1989) | Hermína Červíčková (1901–1989) | Hermína Červíčková (1901–1989) | Hermína Červíčková (1901–1989) |  |  |  |  |                              |                              |                              |                              |                              |                              |  |  |  |  | Jan Hrušínský (* 1955)     | Jan Hrušínský (* 1955)     | Jan Hrušínský (* 1955)     | Jan Hrušínský (* 1955)     | Jan Hrušínský (* 1955)     | Jan Hrušínský (* 1955)     |  |  |  |  | Kristýna Hrušínská (* 1985) | Kristýna Hrušínská (* 1985) | Kristýna Hrušínská (* 1985) | Kristýna Hrušínská (* 1985) | Kristýna Hrušínská (* 1985) | Kristýna Hrušínská (* 1985) |  |  |  |  |
| Hynek Mušek (1812–1894) | Hynek Mušek (1812–1894) | Hynek Mušek (1812–1894) | Hynek Mušek (1812–1894) | Hynek Mušek (1812–1894) | Hynek Mušek (1812–1894) |  |  |  |  | Josefa Mušková (1845–1906)  | Josefa Mušková (1845–1906)  | Josefa Mušková (1845–1906)  | Josefa Mušková (1845–1906)  | Josefa Mušková (1845–1906)  | Josefa Mušková (1845–1906)  |  |  |  |  | Anna Budínská (1878–1958)    | Anna Budínská (1878–1958)    | Anna Budínská (1878–1958)    | Anna Budínská (1878–1958)    | Anna Budínská (1878–1958)    | Anna Budínská (1878–1958)    |  |  |  |  |                                |                                |                                |                                |                                |                                |  |  |  |  |                              |                              |                              |                              |                              |                              |  |  |  |  |                            |                            |                            |                            |                            |                            |  |  |  |  |                             |                             |                             |                             |                             |                             |  |  |  |  |
| Hynek Mušek (1812–1894) | Hynek Mušek (1812–1894) | Hynek Mušek (1812–1894) | Hynek Mušek (1812–1894) | Hynek Mušek (1812–1894) | Hynek Mušek (1812–1894) |  |  |  |  | Josefa Mušková (1845–1906)  | Josefa Mušková (1845–1906)  | Josefa Mušková (1845–1906)  | Josefa Mušková (1845–1906)  | Josefa Mušková (1845–1906)  | Josefa Mušková (1845–1906)  |  |  |  |  | Anna Budínská (1878–1958)    | Anna Budínská (1878–1958)    | Anna Budínská (1878–1958)    | Anna Budínská (1878–1958)    | Anna Budínská (1878–1958)    | Anna Budínská (1878–1958)    |  |  |  |  |                                |                                |                                |                                |                                |                                |  |  |  |  |                              |                              |                              |                              |                              |                              |  |  |  |  |                            |                            |                            |                            |                            |                            |  |  |  |  |                             |                             |                             |                             |                             |                             |  |  |  |  |
|                         |                         |                         |                         |                         |                         |  |  |  |  |                             |                             |                             |                             |                             |                             |  |  |  |  |                              |                              |                              |                              |                              |                              |  |  |  |  |                                |                                |                                |                                |                                |                                |  |  |  |  |                              |                              |                              |                              |                              |                              |  |  |  |  | Miluše Šplechtová (* 1957) | Miluše Šplechtová (* 1957) | Miluše Šplechtová (* 1957) | Miluše Šplechtová (* 1957) | Miluše Šplechtová (* 1957) | Miluše Šplechtová (* 1957) |  |  |  |  | Matěj Balcar (* 1991)       | Matěj Balcar (* 1991)       | Matěj Balcar (* 1991)       | Matěj Balcar (* 1991)       | Matěj Balcar (* 1991)       | Matěj Balcar (* 1991)       |  |  |  |  |
|                         |                         |                         |                         |                         |                         |  |  |  |  |                             |                             |                             |                             |                             |                             |  |  |  |  |                              |                              |                              |                              |                              |                              |  |  |  |  |                                |                                |                                |                                |                                |                                |  |  |  |  |                              |                              |                              |                              |                              |                              |  |  |  |  | Miluše Šplechtová (* 1957) | Miluše Šplechtová (* 1957) | Miluše Šplechtová (* 1957) | Miluše Šplechtová (* 1957) | Miluše Šplechtová (* 1957) | Miluše Šplechtová (* 1957) |  |  |  |  | Matěj Balcar (* 1991)       | Matěj Balcar (* 1991)       | Matěj Balcar (* 1991)       | Matěj Balcar (* 1991)       | Matěj Balcar (* 1991)       | Matěj Balcar (* 1991)       |  |  |  |  |
|                         |                         |                         |                         |                         |                         |  |  |  |  |                             |                             |                             |                             |                             |                             |  |  |  |  | František Kostka (1879–1947) | František Kostka (1879–1947) | František Kostka (1879–1947) | František Kostka (1879–1947) | František Kostka (1879–1947) | František Kostka (1879–1947) |  |  |  |  | Jiří Kostka (1910–1985)        | Jiří Kostka (1910–1985)        | Jiří Kostka (1910–1985)        | Jiří Kostka (1910–1985)        | Jiří Kostka (1910–1985)        | Jiří Kostka (1910–1985)        |  |  |  |  | Petr Kostka (* 1938)         | Petr Kostka (* 1938)         | Petr Kostka (* 1938)         | Petr Kostka (* 1938)         | Petr Kostka (* 1938)         | Petr Kostka (* 1938)         |  |  |  |  |                            |                            |                            |                            |                            |                            |  |  |  |  |                             |                             |                             |                             |                             |                             |  |  |  |  |
|                         |                         |                         |                         |                         |                         |  |  |  |  |                             |                             |                             |                             |                             |                             |  |  |  |  | František Kostka (1879–1947) | František Kostka (1879–1947) | František Kostka (1879–1947) | František Kostka (1879–1947) | František Kostka (1879–1947) | František Kostka (1879–1947) |  |  |  |  | Jiří Kostka (1910–1985)        | Jiří Kostka (1910–1985)        | Jiří Kostka (1910–1985)        | Jiří Kostka (1910–1985)        | Jiří Kostka (1910–1985)        | Jiří Kostka (1910–1985)        |  |  |  |  | Petr Kostka (* 1938)         | Petr Kostka (* 1938)         | Petr Kostka (* 1938)         | Petr Kostka (* 1938)         | Petr Kostka (* 1938)         | Petr Kostka (* 1938)         |  |  |  |  |                            |                            |                            |                            |                            |                            |  |  |  |  |                             |                             |                             |                             |                             |                             |  |  |  |  |
|                         |                         |                         |                         |                         |                         |  |  |  |  |                             |                             |                             |                             |                             |                             |  |  |  |  |                              |                              |                              |                              |                              |                              |  |  |  |  |                                |                                |                                |                                |                                |                                |  |  |  |  |                              |                              |                              |                              |                              |                              |  |  |  |  | Tereza Kostková (* 1976)   |                            |                            |                            |                            |                            |  |  |  |  |                             |                             |                             |                             |                             |                             |  |  |  |  |
|                         |                         |                         |                         |                         |                         |  |  |  |  |                             |                             |                             |                             |                             |                             |  |  |  |  |                              |                              |                              |                              |                              |                              |  |  |  |  |                                |                                |                                |                                |                                |                                |  |  |  |  |                              |                              |                              |                              |                              |                              |  |  |  |  |                            |                            |                            |                            |                            |                            |  |  |  |  |                             |                             |                             |                             |                             |                             |  |  |  |  |
|                         |                         |                         |                         |                         |                         |  |  |  |  | Josef Mušek (1848–1922)     | Josef Mušek (1848–1922)     | Josef Mušek (1848–1922)     | Josef Mušek (1848–1922)     | Josef Mušek (1848–1922)     | Josef Mušek (1848–1922)     |  |  |  |  | Leokádie Mušková (1880–1958) | Leokádie Mušková (1880–1958) | Leokádie Mušková (1880–1958) | Leokádie Mušková (1880–1958) | Leokádie Mušková (1880–1958) | Leokádie Mušková (1880–1958) |  |  |  |  |                                |                                |                                |                                |                                |                                |  |  |  |  | Carmen Mayerová (* 1944)     | Carmen Mayerová (* 1944)     | Carmen Mayerová (* 1944)     | Carmen Mayerová (* 1944)     | Carmen Mayerová (* 1944)     | Carmen Mayerová (* 1944)     |  |  |  |  |                            |                            |                            |                            |                            |                            |  |  |  |  |                             |                             |                             |                             |                             |                             |  |  |  |  |
|                         |                         |                         |                         |                         |                         |  |  |  |  | Josef Mušek (1848–1922)     | Josef Mušek (1848–1922)     | Josef Mušek (1848–1922)     | Josef Mušek (1848–1922)     | Josef Mušek (1848–1922)     | Josef Mušek (1848–1922)     |  |  |  |  | Leokádie Mušková (1880–1958) | Leokádie Mušková (1880–1958) | Leokádie Mušková (1880–1958) | Leokádie Mušková (1880–1958) | Leokádie Mušková (1880–1958) | Leokádie Mušková (1880–1958) |  |  |  |  |                                |                                |                                |                                |                                |                                |  |  |  |  | Carmen Mayerová (* 1944)     | Carmen Mayerová (* 1944)     | Carmen Mayerová (* 1944)     | Carmen Mayerová (* 1944)     | Carmen Mayerová (* 1944)     | Carmen Mayerová (* 1944)     |  |  |  |  |                            |                            |                            |                            |                            |                            |  |  |  |  |                             |                             |                             |                             |                             |                             |  |  |  |  |
|                         |                         |                         |                         |                         |                         |  |  |  |  |                             |                             |                             |                             |                             |                             |  |  |  |  |                              |                              |                              |                              |                              |                              |  |  |  |  |                                |                                |                                |                                |                                |                                |  |  |  |  |                              |                              |                              |                              |                              |                              |  |  |  |  | Petr Kracik (* 1977)       |                            |                            |                            |                            |                            |  |  |  |  |                             |                             |                             |                             |                             |                             |  |  |  |  |
|                         |                         |                         |                         |                         |                         |  |  |  |  |                             |                             |                             |                             |                             |                             |  |  |  |  |                              |                              |                              |                              |                              |                              |  |  |  |  |                                |                                |                                |                                |                                |                                |  |  |  |  |                              |                              |                              |                              |                              |                              |  |  |  |  |                            |                            |                            |                            |                            |                            |  |  |  |  |                             |                             |                             |                             |                             |                             |  |  |  |  |
|                         |                         |                         |                         |                         |                         |  |  |  |  |                             |                             |                             |                             |                             |                             |  |  |  |  |                              |                              |                              |                              |                              |                              |  |  |  |  |                                |                                |                                |                                |                                |                                |  |  |  |  | Zora Kostková (* 1952)       |                              |                              |                              |                              |                              |  |  |  |  |                            |                            |                            |                            |                            |                            |  |  |  |  |                             |                             |                             |                             |                             |                             |  |  |  |  |
|                         |                         |                         |                         |                         |                         |  |  |  |  |                             |                             |                             |                             |                             |                             |  |  |  |  |                              |                              |                              |                              |                              |                              |  |  |  |  |                                |                                |                                |                                |                                |                                |  |  |  |  |                              |                              |                              |                              |                              |                              |  |  |  |  |                            |                            |                            |                            |                            |                            |  |  |  |  |                             |                             |                             |                             |                             |                             |  |  |  |  |
|                         |                         |                         |                         |                         |                         |  |  |  |  |                             |                             |                             |                             |                             |                             |  |  |  |  |                              |                              |                              |                              |                              |                              |  |  |  |  |                                |                                |                                |                                |                                |                                |  |  |  |  |                              |                              |                              |                              |                              |                              |  |  |  |  |                            |                            |                            |                            |                            |                            |  |  |  |  |                             |                             |                             |                             |                             |                             |  |  |  |  |
|                         |                         |                         |                         |                         |                         |  |  |  |  |                             |                             |                             |                             |                             |                             |  |  |  |  |                              |                              |                              |                              |                              |                              |  |  |  |  |                                |                                |                                |                                |                                |                                |  |  |  |  |                              |                              |                              |                              |                              |                              |  |  |  |  |                            |                            |                            |                            |                            |                            |  |  |  |  |                             |                             |                             |                             |                             |                             |  |  |  |  |
|                         |                         |                         |                         |                         |                         |  |  |  |  |                             |                             |                             |                             |                             |                             |  |  |  |  |                              |                              |                              |                              |                              |                              |  |  |  |  |                                |                                |                                |                                |                                |                                |  |  |  |  | Antonín Procházka (* 1953)   |                              |                              |                              |                              |                              |  |  |  |  |                            |                            |                            |                            |                            |                            |  |  |  |  |                             |                             |                             |                             |                             |                             |  |  |  |  |
|                         |                         |                         |                         |                         |                         |  |  |  |  |                             |                             |                             |                             |                             |                             |  |  |  |  |                              |                              |                              |                              |                              |                              |  |  |  |  |                                |                                |                                |                                |                                |                                |  |  |  |  |                              |                              |                              |                              |                              |                              |  |  |  |  |                            |                            |                            |                            |                            |                            |  |  |  |  |                             |                             |                             |                             |                             |                             |  |  |  |  |

## Divadelní role, výběr
- 1920 Jiří Mahen: Nebe, peklo, ráj, Karel Fišar, Společnost Václava Červíčka-Budínského, režie Rudo Hrušínský
- 1935 Jaroslav Durych: Svatý Václav, kníže Boleslav, divadlo Akropolis
- 1935 Rudolf Medek: Plukovník Švec, titul. role, divadlo Akropolis
- 1936 M. Faber: Kotrmelce mládí, Jeremiáš, ředitel gymnázia, divadlo Akropolis (v roli oktavána Hoffmana vystoupil jeho syn Rudolf Hrušínský)
- 1937 V+W: Těžká Barbora, sýrař Krištof, Osvobozené divadlo, režie Jindřich Honzl
- 1938 V+W: Pěst na oko aneb Caesarovo finále, První dragoun, První kameník, místodržící rada Václav Čehona, Osvobozené divadlo, režie Jindřich Honzl[13]
- 1940 F. F. Šamberk: Palackého třída 27, sluha Robert, Divadlo Vlasty Buriana
- 1941 F. F. Šamberk: Jedenácté přikázání, statkář Florián Králíček, Divadlo Vlasty Buriana
- 1943 Robert Neuner: Když kocour není doma..., Ludvík Marhold, osobní sluha, Divadlo Vlasty Buriana
- 1946 E. Labiche: Pan Perrichon na cestách, Major Mathieu, Divadlo 5. května, režie František Salzer
- 1946 Maxim Gorkij: Vassa Železnovová, Železnov, Divadlo 5. května, režie Alfréd Radok
- 1947 Jiří Mahen: Ulička odvahy, Pilát, Divadlo 5. května, režie František Salzer
- 1947 M. Rázusová-Martáková: Jánošík, starý Jánošík, Divadlo 5. května, režie František Salzer
- 1947 William Shakespeare: Zkrocení zlé ženy, Nápadník, Divadlo 5. května, režie František Salzer

## Filmografie, výběr
- 1937 Karel Hynek Mácha, kritik Tomíček, režie Zet Molas (pseudonym Zdeny Smolové)
- 1938 Zborov, Randák, režie J. A. Holman a Jiří Slavíček
- 1939 Humoreska, člen maturitní komise, režie Otakar Vávra
- 1940 Prosím, pane profesore!, tělocvikář, režie Zdeněk Gina Hašler
- 1941 Pantáta Bezoušek, čeledín Václav, režie Jiří Slavíček
- 1941 Z českých mlýnů, režie Miroslav Cikán
- 1941 Těžký život dobrodruha, režie Martin Frič
- 1942 Barbora Hlavsová, režie Martin Frič
- 1943 Experiment, Jiří Slavíček, mlynář Ryšavý, režie Martin Frič
- 1944 Jarní píseň, správce Kosa, režie Rudolf Hrušínský
- 1946 Pancho se žení, Bebino Sanches, režie Rudolf Hrušínský a František Salzer
- 1947 Poslední mohykán, návštěvník starožitníka, režie Vladimír Slavínský
- 1948 Ves v pohraničí, Jiří Slavíček, režie Jiří Krejčík
- 1949 Pan Novák, úředník, režie Bořivoj Zeman